# 達素
達素（？—1669年），章佳氏，镶黄旗满洲人，後金、清朝將領，官至內大臣、安南将军。

## 生平
先世居费雅朗阿。天聪五年（1631年），以巴牙喇壮达從攻明，围大凌河。明兵来援，与巴牙喇壮达鰲拜同击卻之。略明边，斩敌骑。师还，擢巴牙喇甲喇额真。
崇德五年（1640年），从围锦州，败杏山明兵。
六年（1641年），复围锦州，明兵数十人据塔山，列火器拒守。达素仅率六骑奔驰而上，搏杀明兵数十人；复率兵邀击，剩余明兵溃走海岸，溺死者无算。
七年（1642年），从攻擊宁远，败明骑兵。
八年（1643年），从巴牙喇纛章京阿尔津等伐虎尔哈部，克博和理城，又招降能吉尔、大噶尔达苏诸屯。
顺治元年（1644年），从大軍入关，击李自成。从固山额真巴哈纳等徇山西，克绛州，逐流寇至黄河。自成部以搭舟逃生，达素督兵射之，自成部多堕水死。
二年（1645年），从英亲王阿济格下湖广，攻自成，克安陆、武昌，逐之至富池口，自成部营对岸，达素先诸将奋身驰击，多所俘获。
三年（1646年），从肃亲王豪格攻打张献忠，道汉中，击破贺珍，下四川，屡战皆捷。积战功，授世职拜他喇布勒哈番兼拖沙喇哈番。
六年（1649年），从英亲王阿济格讨姜瓖，战於右卫，贼大军赶至，达素奋前搏击，飞矢及其喉，手足皆创，堕马。军校欲负以退，叱曰：“死则死耳，何避为？”裹创督兵复战，瓖兵败卻。世职累进一等阿达哈哈番。
九年（1652年），从敬谨亲王尼堪征湖南，次衡州。贝勒屯齐令别将兵诇敌宝庆，遇敌，击败之，进攻全州，破寨五，斩所置文武吏九及其徒四千馀，复兴安、灌阳，复斩李定国将倪兆龙。敬谨亲王陣亡，朝廷處分軍中輔佐将官，达素因為率領另一支部隊取得勝績，得以免议。
十一年（1654年），擢巴牙喇纛章京。
十三年（1656年），擢内大臣。
十六年（1659年），郑成功攻打江宁，清廷授达素安南将军，同固山额真索浑、巴牙喇纛章京赖塔等率师赴援，至则成功已败走廈門，遂移师赴福建，攻打廈門，然慘敗於海門之役，遂收兵回福州，不復出戰。
十八年（1661年），召还（一說於福州自盡）。
康熙八年（1669年），康熙帝剷除鰲拜一黨，达素因是鰲拜薦用，遭革職。之後論功恢復世职爵位。不久後卒。
同族親戚有喀尔塔喇。

### 達素之死
若干福建地方志記載達素廈門兵敗後，在福州吞金自盡。鄭成功部將阮旻錫所著《海上見聞錄》亦載順治十七年「十月，清弔將軍達素回京問罪，素在省吞金而死。」 據此達素應死於西元1660年11月前後。
清史稿則載達素死於康熙八年（1669年）。

## 延伸阅读
[在维基数据编辑]
 《清史稿·卷242》，出自趙爾巽《清史稿》